# Literatura del siglo XV
La literatura del siglo XV supone una transición entre la literatura medieval y la literatura renacentista, excepto en Italia, si bien no todos los países evolucionan al mismo tiempo en el arte y en las obras de los autores más importantes del periodo pueden mostrar muchas diferencias según la tradición cultural a la que pertenezcan. El siglo XV es también un siglo de transición en cuanto al consumo de libros: la aparición de la imprenta y el auge de la burguesía incremento el número de libros y lectores disponibles y popularizaron la lectura, lo que acelera la penetración de las lenguas vernáculas como instrumentos literarios en Europa en detrimento del latín.

## Literatura peninsular
La literatura castellana, en un período llamado prerrenacimiento, sigue los modelos tardomedievales en poesía. Predominan los temas religiosos en todos los géneros, así como una visión pesimista del lugar del hombre en la tierra (como por ejemplo muestra Jorge Manrique). Destaca la aparición de La Celestina de Fernando de Rojas, que supone la aparición del teatro moderno en la península ibérica.
En Portugal el modelo es la poesía española, que se combina con el diálogo y el sermón moral de tradición medieval. En Galicia se producen los últimos chasquidos de la lírica medieval que precederán a la decadencia de los llamados séculos escuros o siglos oscuros.

## Siglo de oro valenciano
A la literatura valenciana del siglo XV corresponde el llamado siglo de oro valenciano (para el origen de la mayoría de los autores exitosos). Supone un periodo de esplendor literario donde aún predominan los cánones medievales, con pequeñas influencias del renacimiento a través de los italianos. En la lírica, se consolida la poesía de los trovadores y los cantos amorosos, con figuras como Ausiàs March, mientras en prosa hace fortuna la novela caballeresca, especialmente con Tirante el Blanco, considerada una de las primeras novelas de la modernidad por el retrato humano del héroe y la combinación de los aspectos bélicos y amorosos. En el campo de la no ficción, dominan los sermones religiosos.

## Literatura francesa
La literatura francesa puede caracterizarse como plenamente medieval, con poetas como Christine de Pisan o François Villon y una imagen en general negativa del ser humano, agudizada por los estragos de la Guerra de los Cien Años, que aparece con frecuencia como tema literario o como alusión a las obras francesas.

## Literatura inglesa
El siglo XV supone el fin de la llamada Middle English literature o literatura del inglés medio para la lengua empleada por sus autores. Como en otras tradiciones, predominan los temas religiosos, si bien en poesía se imponen progresivamente los versos de amor profano. Algunos de los autores más destacados son Thomas Hoccleve, John Lydgate y Thomas Malory. En Escocia se cultiva una poesía deudora de Geoffrey Chaucer.

## Renacimiento italiano
Italia, con su Quattrocento, se diferencia del resto de países porque cultiva una literatura ya plenamente del Renacimiento que devendrá modelo de las otras culturas durante los siglos posteriores. El humanismo y la filosofía de Giovanni Pico della Mirandola o Marsilio Ficino marcan un cambio en la mentalidad, pasando a un antropocentrismo y una reivindicación de las potencialidades del hombre, así como una exaltación del amor en todas sus facetas.
Triunfan los modelos latinos más allá de los autores canónicos que habían perdurado durante la Edad Media y se redescubre la tradición griega. Los autores cultivan diversos géneros y combinan su labor con otras artes, la ciencia o la política, en su afán por convertirse en homo universallis, un individuo cosmopolita marcado por el afán de conocimiento total y una fina sensibilidad. Leon Battista Alberti será una de las primeras muestras de esta figura que sustituye el caballero precedente como ideal de cultura y que llegará con Leonardo da Vinci en su máximo esplendor. Un poeta destacable de finales del período es Matteo Maria Boiardo.

## Literaturas del norte y del este
En la parte norte del continente se consolida la literatura oral, como los Meistersinger alemanes, herederos de los trovadores pero que mezclan la poesía de canción con un alto componente satírico. Los países nórdicos hacen versiones nuevas de las sagas medievales, también de difusión oral, sin que se instalen las influencias modernizadoras del sur. Los textos cristianos de vidas de santos y milagros, que estaban de moda en todo el continente durante los siglos anteriores, siguen siendo populares en estos países y en sus vecinos del este. Cabe destacar los escritos para difundir el pensamiento de los husitas que se esparcieron desde las regiones de Chequia por toda la zona.